# 24386 McLindon
24386 McLindon è un asteroide della fascia principale. Scoperto nel 2000, presenta un'orbita caratterizzata da un semiasse maggiore pari a 2,7355124 UA e da un'eccentricità di 0,1280636, inclinata di 8,50060° rispetto all'eclittica.
È stato intitolato a Bonnie Joyce McLindon (1992), studentessa premiata nel 2008 al concorso internazionale Intel per la scienza e l'ingegneria.